# Léopold Pascal
Pour les articles homonymes, voir Pascal.
Léopold Pascal est un artiste peintre et dessinateur autodidacte français né à Morlaix le 8 juillet 1900, mort dans le quartier londonien de Chelsea le 30 décembre 1958. Il repose au cimetière de Saint-Jean-du-Doigt (Finistère) où il résida et où une rue porte aujourd'hui son nom.

## Biographie
Nous savons Léopold Pascal installé à Montmartre en 1922, année où sa première exposition personnelle à Paris est saluée par le critique d'art André Warnod. Il participe aux principaux salons parisiens à partir de 1923 et devient le conservateur du Musée du soir conçu par Gustave Geffroy, demeurant cependant fidèle au Finistère par ses séjours à Saint-Jean-du-Doigt qu'il rejoint à bicyclette depuis la capitale et où il réside sur l'actuelle place Tanguy-Prigent, « passant bien des étés à sillonner les grèves pour en fixer ces dégradés de gris dont il est le spécialiste ».
Léopold Pascal s'engage dans la France Libre en gagnant l'Angleterre avec ses fils le 19 juillet 1940. Il est affecté aux Forces navales françaises libres dont il devient correspondant de guerre en août 1942. Il rencontre Charles de Gaulle et Winston Churchill et l'on trouve alors ses illustrations dans Sao Breiz, la revue éditée à Londres par l'association Sao Breiz evit ar vro Gallek (Debout, Bretagne, pour la France) d'Antoine Vourc'h, de même qu'il réalise des fresques murales au château écossais de Wemyss et dans les bases navales ou foyers du marin des F.N.F.L. à Greenock, Glasgow, Londres et Portsmouth. Nommé peintre officiel de la Marine en 1945, il s'installe après la Seconde Guerre mondiale, avec l'artiste peintre Lucette Burgaud de la Fougère (1921-2010) qui restera sa compagne jusqu'à la fin, à Chelsea, devenant membre et président de la Chelsea Art Society, la Tamise constituant alors le thème majeur de son œuvre.

## Expositions personnelles
- Galerie Reitlinger, Paris, 1922[1].
- Galerie Saluden, Brest, expositions de 1926 à 1958.
- Léopold Pascal - Époque anglaise, 1940-1957, Musée de Morlaix, 1957.
- Hommage à Léopold Pascal - Les toiles de la période anglaise, mairie de Saint-Jean-du-Doigt, juillet 2008[7],[4].
- Galerie Armel, Paimpol, juillet-août 2008[8].
- Galerie Enora, Paris, décembre 2008 - janvier 2009[9].

## Expositions collectives
- Salon des indépendants, Salon d'automne et Salon des Tuileries, Paris, à partir de 1923[2].
- Treize peintres - Robert Antral, Jean de Botton, Paul Charlemagne, Germain Delatousche, Adrien Holy, Léopold Pascal, Maurice Georges Poncelet, Clément Serveau…, Galerie Barreiro, Paris, janvier-février 1937[10].
- Regards d'artistes sur Saint-Jean-du-Doigt - Marguerite Baudouin, Ricardo Cavallo, Léopold Pascal..., mairie de Saint-Jean-du-Doigt, été 2015.

## Réception critique
- « D'abord attiré par l'impressionnisme et le fauvisme, il devient bien vite maître d'une technique plus sobre et bien à lui, où la réalité s'allie au lyrisme. Correspondant de guerre et peintre de la Marine, on lui doit de belles toiles qui rappelleront le souvenirs de nos corvettes, de nos chasseurs et de nos sous-marins. Les carrés de nos bâtiments s'égayèrent avec ses paysages et bientôt la Royal Navy lui demande aussi son concours. À touches délicates, il excelle à saisir le charme des paysages ouatés de brume, il est le peintre de la pluie, des nuages et du vent et aussi de cette lumière des pays du Nord. » - Musée des Jacobins, Morlaix[11]
- « Léopold Pascal a vécu les vingt dernières années de sa vie en Grande-Bretagne, où il a produit la plus grande partie de son œuvre (près de cinq mille toiles), aujourd'hui mal connue du public français : natures mortes, peintures de fleurs et paysages brossés avec force dans une pâte qui rappelle l'expressionnisme des Vlaminck, dernière période. » - Gérald Schurr[12]

## Musées et collections publiques

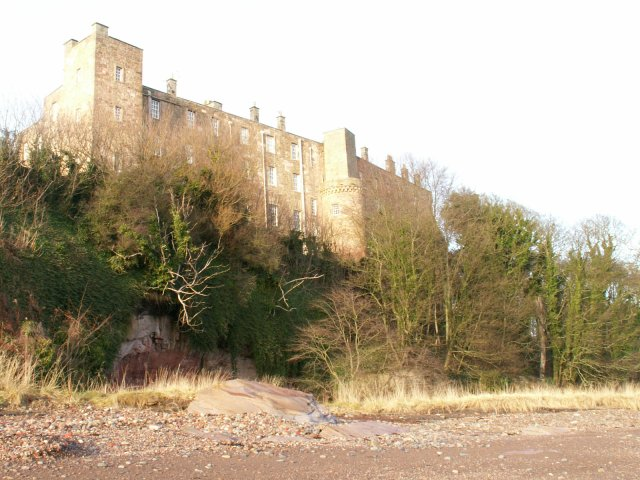
Le château écossais de Wemyss conserve des fresques de Léopold Pascal

- Musée d'art moderne de la ville de Paris.
- Musée du Petit Palais, Paris.
- Musée des Jacobins, Morlaix, La grève, Saint-Jean-du-Doigt et Le bourg de Saint-Jean-du-Doigt, huiles sur toiles.
- Kelvingrove Art Gallery and Museum, Glasgow, Vue de rivière, peinture en triptyque.
- National Maritime Museum Cornwall (en), Falmouth (Cornouailles), Plage en Normandie, huile sur toile.
- Musée national de Cardiff, Neige à Chelsea, huile sur toile[13].
- Château de Wemyss (en) (Écosse), fresques murales.
- Royal Navy, Grande-Bretagne, dont décorations murales dans des corvettes de la classe Flower et le porte-avions HMS Vengeance[6].

## Collections privées
- Émile Le Tendre, libraire, éditeur et bibliophile, Concarneau, cent cinquante-deux dessins sur le Finistère-Nord[14].

### Fonds d'archives
- Fonds Georges Thierry d'Argenlieu, liste des travaux exécutés par Léopold Pascal, peintre officiel de la Marine, en 1942 et 1943, dossier n°15, Ref.517AP22, années 1942-1944, Centre historique des Archives nationales, Paris, inventaire de Marie-Françoise Limon, 2000 (inventaire du fonds en ligne).